# Mehmet Myftiu
Mehmet Myftiu (ur. 1930 w Tiranie, zm. 23 grudnia 2019) – albański pisarz socrealistyczny.

## Życiorys
Wziął udział w II światowej walcząc w Armii Narodowo-Wyzwoleńczej, następnie był więziony w obozie koncentracyjnym w Prisztinie. W 1947 roku dołączył do Komunistycznej Partii Albanii, przekształconej następnie w Albańską Partię Pracy.
W latach 1950–1953 pracował jako dziennikarz. Należał do redakcji czasopisma Letrari i Ri, był także członkiem Ligi Pisarzy i Artystów Albanii. W 1952 roku zdobył główną nagrodę za utwór pod tytułem Fabrika e çimentos.
W 1953 roku rozpoczął studia w Instytucie Pedagogicznym w Tiranie. Napisał list do Komitetu Centralnego Albańskiej Partii Pracy, w którym potępił aresztowanie pisarza Kasema Trebeshiny; w konsekwencji Myftiu został w 1954 roku wydalony z uczelni i z partii, następnie był internowany początkowo w miejscowości Shtyllas koło Fieru, następnie w Maminasie koło Shijaku. Po wyjściu na wolność zezwolono mu na dokończenie studiów.
W 1964 roku treść rękopis powieści Shkrimtari został przez cenzurę uznany za reakcyjny, w związku czym Myftiu utracił prawa wydawnicze, więc przez następne 26 lat pracował jako sprzedawca papierosów. Po 1991 roku wznowił swoją działalność literacką.

## Wybrana twórczość
- Fabrika e çimentos[3][4]
- Leka (1961)[1]
- Shkrimtari (1964)[1]
- Nënë Sudia: Tragjizmi i një dashurie ministri (1997)[1]
- Ese, poezi, dokumente të historisë (1999)[1]
- Në kërkim të identitetit (2000)[1]
- Zgjimi i ndërgjegjes (2002)[1]